# Katie Walder

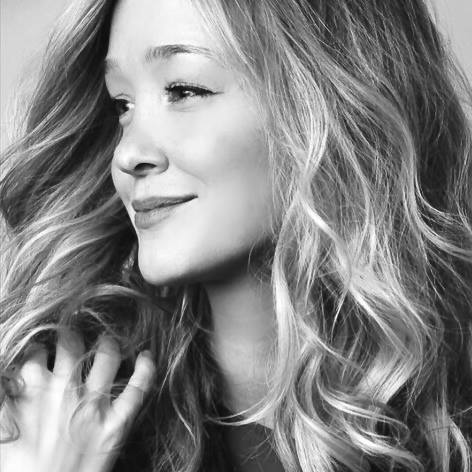
Katie Walder

Katie Elizabeth Walder (* 13. Oktober 1982 in Philadelphia, Pennsylvania) ist eine US-amerikanische Schauspielerin.

## Leben
Walder ist die jüngste von fünf Geschwistern. Sie hat zwei ältere Brüder und zwei ältere Schwestern. Sie trat bereits in der Schule in Musicals und Theaterstücken auf.
Walder begann ihre Karriere in New York City, wo sie am Broadway auftrat.
Besondere Bekanntheit erreichte sie in den Fernsehserien Gilmore Girls als Janet Billings und How I Met Your Mother als Barneys erste Freundin Shannon.

## Filmografie (Auswahl)
- 2002: Law & Order: Special Victims Unit (Fernsehserie, 1 Episode)
- 2003–2005: Gilmore Girls (Fernsehserie, 10 Episoden)
- 2005: Cold Case – Kein Opfer ist je vergessen (Cold Case, Fernsehserie, 1 Episode)
- 2006: CSI: Miami (Fernsehserie, 1 Episode)
- 2006: Without a Trace – Spurlos verschwunden (Without a Trace, Fernsehserie, 1 Episode)
- 2006–2014: How I Met Your Mother (Fernsehserie, 3 Episoden)
- 2007: Hustle – Unehrlich währt am längsten (Hustle, Fernsehserie, 1 Episode)
- 2007: Saving Grace (Fernsehserie, 1 Episode)
- 2007: Rules of Engagement (Fernsehserie, 1 Episode)
- 2007: Shelter
- 2007: Ein Nachbar zum Verlieben? (The Neighbor)
- 2009: Good Wife (Fernsehserie, 1 Episode)
- 2011: Supernatural (Fernsehserie, 1 Episode)
- 2011–2013: New Girl (Fernsehserie, 2 Episoden)
- 2012: Fairly Legal (Fernsehserie, 1 Episode)
- 2012: The Mentalist (Fernsehserie, 1 Episode)
- 2012: Grimm (Fernsehserie, 1 Episode)
- 2013–2015: Mad Men (Fernsehserie, 2 Episoden)
- 2013: Bad Teacher (Fernsehserie, 1 Episode)
- 2014: Come Back to Me
- 2016: Skirtchasers (Fernsehfilm)
- 2017: Scorpion (Fernsehserie, 1 Episode)
- 2018: The Open House
- 2018: 30 Nights
- 2018–2019: Alexa und Katie (Fernsehserie, 3 Episoden)